# Дінан (фортеця)
Цитадель Дінан (фр. Citadelle de Dinant) — фортеця, розташована у валлонському місті Дінан у провінції Намюр, Бельгія. Нинішній форт був побудований у 1815 році на місці, яке спочатку було укріплено в 1051 році, коли регіоном керував князь-єпископ Льєжа. З цитаделі відкривається вид на місто Дінан і стратегічну річку Маас, яка протікає через місто. Він відкритий для відвідування. Разом з Юї, Льєжем і Намюром цитадель Дінан є частиною так званих Цитаделей Маасу.